# Erioptera lutea
Erioptera lutea är en tvåvingeart som beskrevs av Johann Wilhelm Meigen 1804. Erioptera lutea ingår i släktet Erioptera och familjen småharkrankar. Arten är reproducerande i Sverige.

## Underarter
Arten delas in i följande underarter:
- E. l. lutea
- E. l. fuscohalterata